# Stasimopus minor
Espèce
Stasimopus minor est une espèce d'araignées mygalomorphes de la famille des Stasimopidae.

## Distribution
Cette espèce est endémique de l'État-Libre en Afrique du Sud,. Elle se rencontre vers Bloemfontein.

## Description
Le mâle holotype mesure 8,5 mm.

## Publication originale
- Hewitt, 1915 : New South African Arachnida. Annals of the Natal Museum, vol. 3, p. 289-327 (texte intégral).